# Império do Espírito Santo de São Sebastião
O Império do Divino Espírito Santo da Vila de São Sebastião é um Império do Espírito Santo português que se localiza na freguesia açoriana de Vila de São Sebastião, concelho de Angra do Heroísmo, ilha Terceira, arquipélago dos Açores.

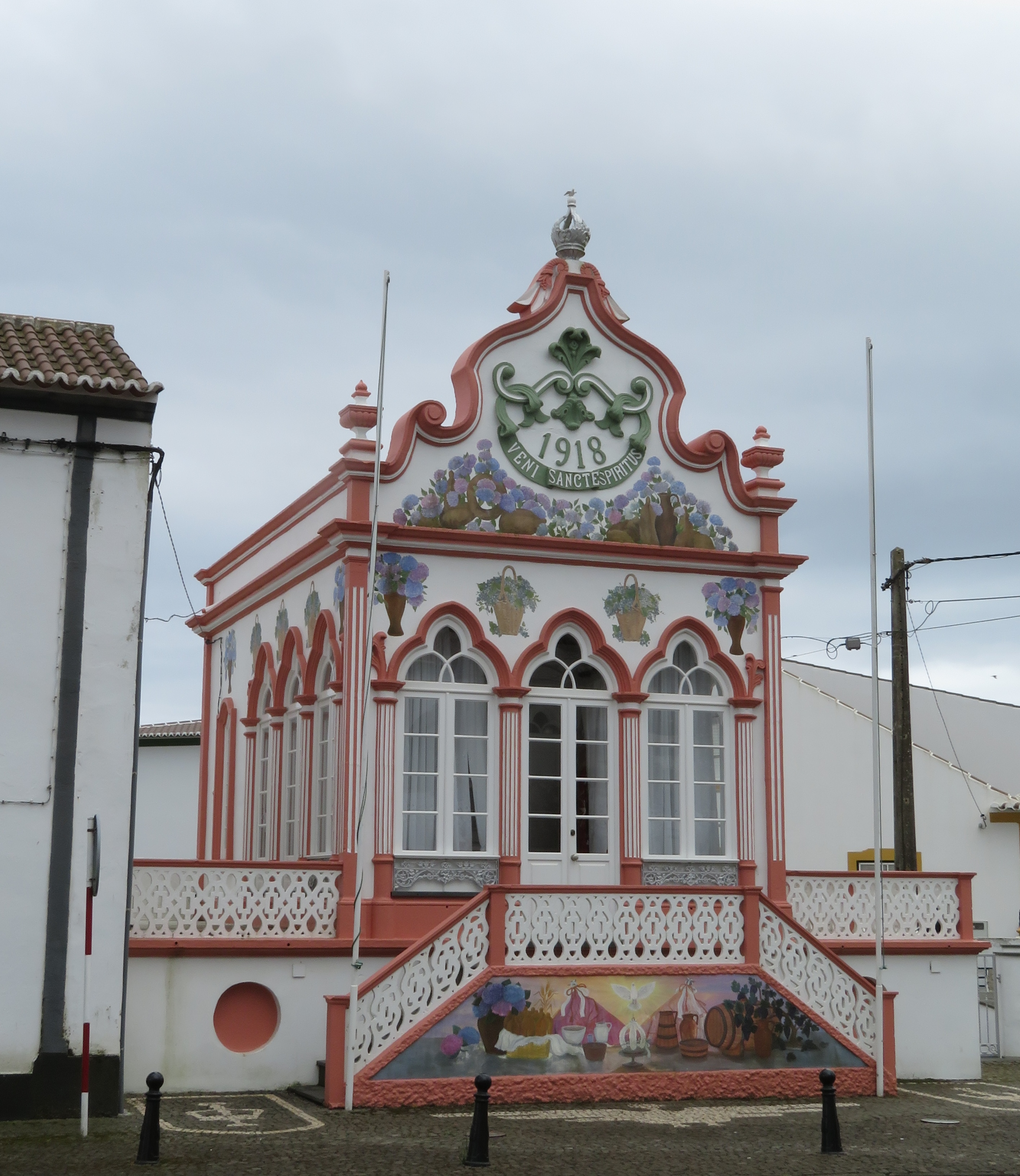
Império do Espírito Santo de São Sebastião

Este Império do Espírito Santo tem a sua fundação no século XIX, sendo desconhecido o ano da sua fundação, o local é exactamente o mesmo onde se encontra hoje. 
Ver Foto: Império antes de 1918.
Posteriormente, no século XX, foi edificado junto à sineira da Igreja Matriz, tendo no seu frontal a inscrição 1918.
Mais tarde entre 1950-65 foi mudado de local, para o sítio onde se encontra actualmente.
É um império com pinturas elaboradas em motivos do Espírito Santo, primeiro artista a pintá-lo foi o mestre Chico "Mogango", depois o Pároco Coelho de Sousa também pintou no frontal inferior cenas do quotidiano do Espírito Santo e actualmente o artista José João Dutra continua a recuperar e acrescentar novos motivos.